# Вор времени
«Вор вре́мени» (англ. Thief of Time) — фэнтези известного английского писателя Терри Пратчетта, написано в 2001 году. На русском языке издана в 2010 году.
Двадцать шестая книга из серии цикла «Плоский мир», пятая книга из цикла о Смерти.

## Аннотация
Аудиторы наносят ответный удар. На этот раз они решили поймать в ловушку Время — остановить его (вернее, в реалиях  Плоского мира — её) и наконец-то разделаться с ненавистной жизнью. Но на пути аудиторов в очередной раз встает Смерть и его внучка Сьюзен. И как это заведено на Плоском мире, у каждой истории должны быть наблюдатели. Вот и за этой наблюдает маленький лысый человечек с метлой в руках, метельщик Лю-Цзе…
На самом деле, история началась намного раньше, когда Когд Вечно Изумленный, основатель монастыря Истории, встретил Время (антропоморфная персонификация Времени на Плоском мире имеет вид прекрасной девушки) и у них родился сын. Но, что удивительно, ребёнок Времени умудрился родиться два раза и получилось так, что одна личность разделилась между двумя телами. Оба ребёнка оказались в Анк-Морпорке, и один стал лучшим часовщиком мира. А второй чуть не стал самым лучшим в мире вором, но его вовремя заметили исторические монахи и отправили на учёбу в монастырь Истории, тот самый, что основал его отец. Судьбы их оказались тесно переплетены — одного из них аудиторы выбрали в качестве исполнителя своего плана, а второй вместе с Сьюзен противостоял им.
Итак, аудиторы задумали остановить течение времени, создав, с помощью лучшего в мире часовщика абсолютно точные часы из стекла — и таким образом заключить Время в стеклянную ловушку. Для претворения своего плана в жизнь, один из аудиторов принял вид человека — женщины по имени Мирия ле Гион, которая заказала первой ипостаси сына Времени Джереми Часовсону самые точные часы в мире и снабдила его всем необходимым материалом. Она даже выписала ему слугу Игоря из самого Убервальда. Смерть, осознав, что в очередной раз наступает время Абокралипсиса, решает созвать своих коллег Войну, Мора, Голод и Чуму в последний поход, но они оказываются слишком заняты своими повседневными делами. Единственный, кто соглашается поучаствовать в пророчестве конца света — пятый всадник Абокралипсиса — Хаос. Но оказавшись в самой гуще событий, Хаос, как и Смерть выступают против аудиторов. Им помогает Сьюзен, вторая ипостась сына Времени — Лобсанг Лудд и его учитель, исторический монах Лю-Цзе. И даже один из аудиторов, вернее одна, та самая, что приняла вид человека, перешла на сторону жизни и выступила против своих собратьев.

## Основные действующие персонажи
- Сьюзен
- Часовсон Джереми
- Лудд Лобсанг
- Смерть
- Лю-Цзе
- аудиторы
- Время
- Ронни Соах
- Гита Ягг